# Schoolplaten van Wolters-Noordhoff
De Schoolplaten van Wolters-Noordhoff gaat over de schoolwandplaten uitgegeven door de Nederlandse uitgeverijen J.B. Wolters en P. Noordhoff in Groningen.

## Geschiedenis

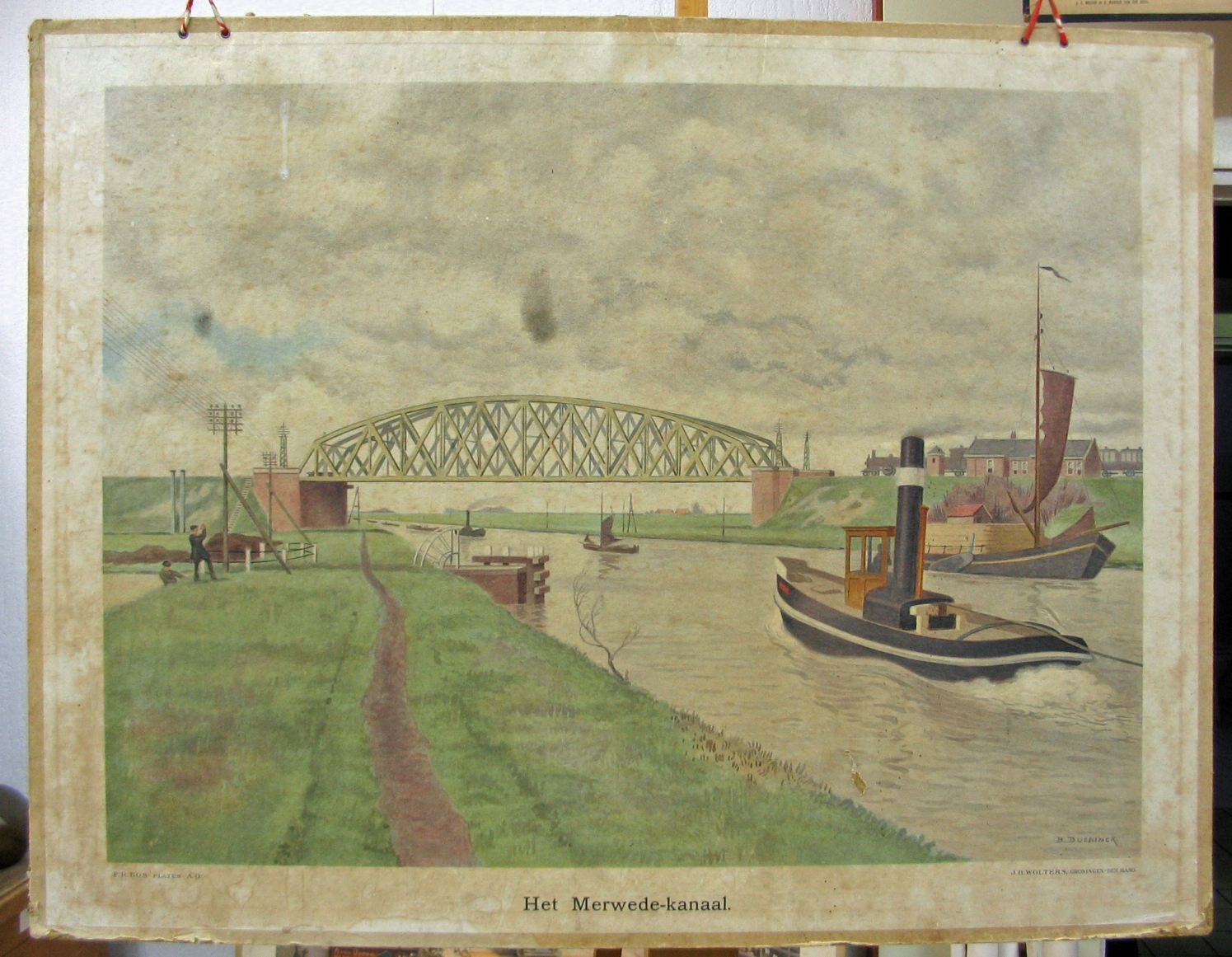
Het Merwede-kanaal, schoolplaat van Bernardus Bueninck (1864-1933) Bron: Antiquariaat de Kantlijn

Wolters en Noordhoff waren de eerste uitgevers die met het uitgeven van een serie aardrijkskundige schoolwandplaten zijn begonnen. Het initiatief tot de Schoolplaten voor het Aanschouwelijk Onderwijs werd genomen door de Groninger aardrijkskundeleraar Pieter Roelof Bos, bekend van de Bosatlas. 
Wolters maakte de meeste platen, maar Noordhoff liet tussen 1912 en 1934 ook van zich horen.
De wandplaten worden geproduceerd in de jaren tachtig van de negentiende eeuw. Het is niet bekend wie de platen hebben getekend. 
Anders ligt dat met een volgende serie. Ter Horst kreeg contact met de in 1864 in Arnhem geboren tekenaar Bernardus Bueninck. Deze vestigde zich in 1893 vanuit Vorden in Groningen als kunstschilder-tekenleraar. Bueninck verzorgde eerst wat illustraties voor boeken en begon in 1900 met het schilderen van aquarellen ten behoeve van de wandplatenserie Nederland in Woord en Beeld.
Wolters en Noordhoff breidden ondertussen flink uit. Wolters kreeg Oude Boteringestraat 18 tot en met 24 in handen en ging aan de Poststraat in 1872 een eigen drukkerij beginnen. De concurrentiestrijd tussen de twee was meestal vreedzaam, maar in 1909 veranderde dat. Naast Wolters’ bekende Schoolatlas der Geheele Aarde van P.R. Bos verscheen er ineens bij Noordhoff een Volledige Schoolatlas der Geheele Aarde van ene R. Bos. Wolters nam dat niet en ging naar de rechter. De zaak kwam in oktober 1911 voor. De arrondissementsrechtbank erkende dat er veel overeenkomsten zijn, maar vindt dat er geen reden is voor een veroordeling van R. Bos en uitgever Noordhoff.
En dan kwam Noordhoff met een flinke aanval op het schoolplatenmonopolie van Wolters. Namens Noordhoff kwamen Schuiling en De Feijter in 1912-1913 met een serie van dertien aardrijkskundige schoolwandplaten, gemaakt door de bekende – niet Groninger - kunstenaars als Jan Sluyters en Herman Heijenbrock. Hoewel de platen een succes zijn, zijn ze in tegenstelling tot die van Wolters meer kunstwerken dan echte schoolplaten.
Vanaf 1922 werkte ook Wolters met diverse kunstenaars. De eerste was de Ploeg-schilder Johan Dijkstra. Hij maakte in 1922 zes schoolplaten voor Wolters, waaronder de plaat Industriestad Enschede. Ook  Noordhoff bracht in 1923 een schoolplaat van Heijenbrock met bijna hetzelfde beeld: Fabrieksstad Enschede.
De Groninger illustrator Cornelis Jetses heeft in totaal 22 schoolplaten getekend. Hiervan behoren achttien platen tot de lesserie Het Volle Leven uit de jaren tussen 1906 en 1911. Hij maakte twee zogeheten geschiedenisplaten, Ter Walvisvaart (1911) en Aan het Hof van Karel de Grote (1941), plus twee vertelselplaten in 1910 bij het beroemde Aap-Noot-Mies-leesplankje van Hoogeveen. Als maker van school- en wandplaten heeft Jetses altijd in schaduw gestaan van J.H. Isings, een illustrator die eveneens voor Wolters werkte. In Jetses aan de wand wordt onder meer verteld hoe Jetses de beginner Isings mooie opdrachten gunde en vervolgens niet meer voor de schoolplaten van de vaderlandse geschiedenis werd gevraagd.
Noordhoff kwam in 1934 voor het laatst met een serie schoolwandplaten. Wolters ging nog door tot 1954. Door de fusie in 1968, kwamen alle platen in één archief en konden ze de basis vormen voor de huidige Wolters-Noordhoff uitgave Verdwenen Nederland; Nederland in oude schoolwandplaten.